# نهر جورجينا
نهر جورجينا

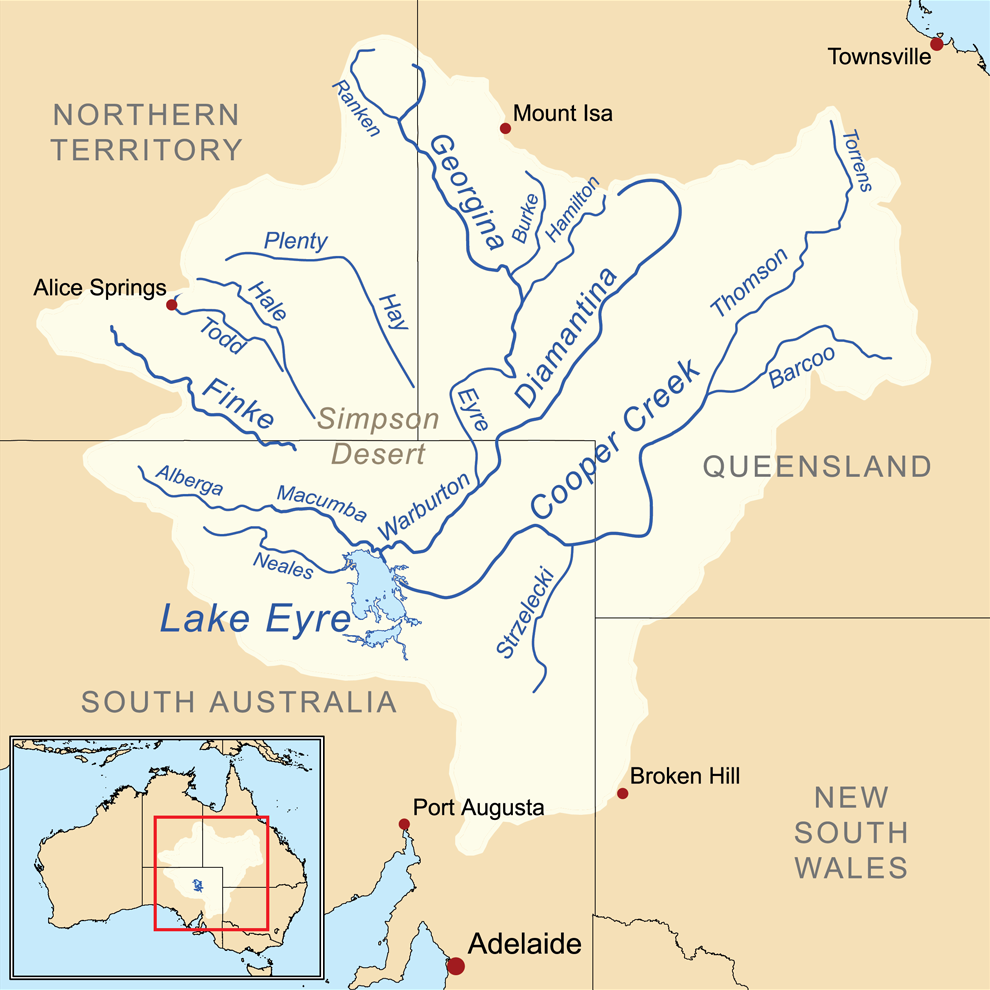
خريطة توضح حوض بحيرة إيري ونهر جورجينيا

نهر جورجينا بالإنجليزية (Georgina River):نهر يوجد في وسط غرب كوينزلاند, أستراليا, ينبع من عدة جداول صغيرة في سهول باركلي Barkly في شمال غرب كوينزلاند, وهو من أعظم ثلاثة أنهار في هذه المنطقة, يبلغ طوله 1130 كم ومساحة حوضه 232000 كم2.
المصدر: مترجم: Georgina River